# Praga E-241
Praga E-241 byl československý dvouplošný sportovní a cvičný letoun, vyráběný společností Praga. Navazoval na typ Praga E-41, potažmo na konstrukci Beneše a Hajna nejúspěšnějšího cvičného letounu Praga E-39 (1931-1939) pro základní výcvik, který byl vyráběn v karlínském závodě ČKD, v továrně Praga. Typ E-241, konstruktéra Ing. Jaroslava Šlechty, byl vyráběn v letech 1936-1939.

## Vznik a vývoj
Všestranné dobré vlastnosti letounů E-41 a E-39, které byly zalétány už v roce 1931, ale především nedostatek licenčních motorů Škoda HS 8Fb (Hispano Suiza 8) pro další E-41 vedlo konstrukční oddělení karlínské Pragy k přestavbě tohoto stroje v roce 1936 na větší letoun se silnějším motorem. Tento projekt se setkal se zájmem ze strany Ministerstva národní obrany (MNO), protože to mělo interes o další cvičné letouny, ale s modernějšími motory. Odchodem pragováckých konstruktérů ing. Hajna v roce 1932 do Letova a ing. Beneše v roce 1933 se dostává ing. Jaroslavu Šlechtovi příležitost vést jako šéfkonstruktér letadlové oddělení Praga. Pragovka však stojí ve stínu mohutné konkurence Avie, která patří všemocné Škodovce, a MNO preferovaného Letova. Ve vojenských letadlech je marné proniknout - to ukazuje osud prototypu stíhačky E-45, první samostatné práce ing. Jaroslava Šlechty. Proti typům B-534 z Avie se nestačil prosadit. Letadlové oddělení Pragy stálo před likvidací.
Nicméně zájem o inovaci modelu E-41 tady byl. Ing. Jaroslav Šlechta původně uvažoval pro upravený letoun (E-141) o použití devítiválcového vznětového hvězdicového motoru ZOD z brněnské Zbrojovky o výkonu 191 kW (260 k), ale nevyzrálost tohoto motoru před polovinou 30. let 20. století tomu zabránila. Navíc motor ZOD měl nižší výkon než původní motor Škoda HS 8Fb. Přesto byl prototyp se zbrojováckým motorem ZOD dokončen, byť se zpožděním, a byl použit v otypovaném stroji Praga E-141 a zalétán roce 1937. S nevyzrálým motorem ZOD však potíže neustávaly, nebylo naděje na zdárné vylepšení vlastností, a proto byl vývoj tohoto typu v závěru roku 1937 ukončen.
Ing. Šlechta teda volil (1936) jednodušší řešení a použil v té době již osvědčený motor Walter Pollux (Akciová společnost Walter, továrna na automobily a letecké motory, Praha XVII-Jinonice), který mj. osazen na letounu Fieseler F2 Tiger zvítězil v 1. mistrovství světa v letecké akrobacii (1934) a který byl ve výrobě už od roku 1932, resp. využil jeho zesílenou variantu z roku 1934 Walter Pollux II o nominálním výkonu 251 kW (340 k). Některé zdroje uvádějí jmenovitý výkon 265 kW (360 k), kterým disponoval model Walter Polllux III z roku 1936, což vzhledem datu záletu je možné. Tato varianta letounu pak nesla označení Praga E-241. Nový letoun byl úspěšně zalétán byl 24. června 1936. Bezprostředně po letových zkouškách a certifikaci letounu byla zahájena v karlínském závodě ČKD-Praga (Českomoravská-Kolben-Daněk) sériová výroba. Celkem bylo sériově vyrobeno 95 letounů. Tento letoun E-241 se stal ještě více - v porovnání s jeho předchůdcem E-41 - velmi žádaný a piloty oblíbený. Byl používán jako cvičný letoun pro pokračovací výcvik po celé období posledních let před druhou světovou válkou.
V červnu 1937 byl letoun E-241 součástí expozice Praga na III. národní letecké výstavě v Praze na výstavišti spolu s letouny E-39, E-40, E-45, E-114, E-115, E-210 a E-214.
Ing. Šlechta použitím ještě výkonnějšího motoru Avia Rk-17 připravil projekt letounu Praga E-341, ale ke stavbě prototypu již nedošlo.

## Popis letounu

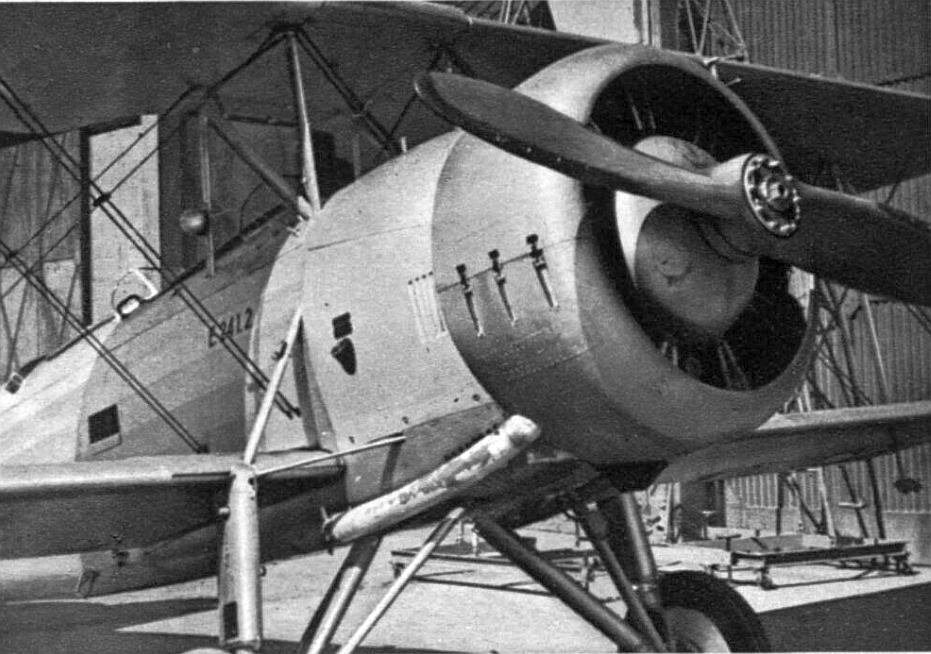
Motor Walter Pollux II v přídi Pragy E-241

E-241 byl dvoumístný jednomotorový vzpěrový dvouplošník s pevným záďovým podvozkem. S instalací hvězdicového motoru Walter Pollux II oproti původnímu řadovému motoru Škoda HS 8Fb muselo dojít k přetvarování přídě trupu a v souvislosti s tím byl modernizován i celý drak. Při stejném rozpětí křídel byl drak prodloužen o více než půl metru. Kovová kostra trupu byla v motorové části kryta hliníkovými plechy, zbytek trupu pak byl potažen plátnem. Křídla byla vyrobena ze dřeva a potažena plátnem až na oblast náběžných hran, kde byl potah tvořen překližkou.
Letoun byl smíšené konstrukce podobného provedení jako u letadla Praga E-39. Nosný systém byl stavěn pro vysoký bezpečnostní násobek (13) a byl jako u E-39 vyztužen dvěma páry N-sloupků, takže vzdoroval bez velkých deformací namáhání i při prudkých obratech. Pro zvýšení obratnosti byly všechny větší hmoty soustředěny v blízkosti těžiště, hlavní benzinová a olejová nádrž byly pod sebou v trupu. Spádová palivová nádrž byla provedena přímo jako plocha baldachýnu. Všechna kormidla citlivě reagovala na pokyny pilotů. Křidélka i výškové kormidlo byla vyvážena malými výběžky před osou otáčení. 
Stabilizační plocha byla řiditelná oběma piloty za letu. Poloha kýlové plochy byla měnitelná jen na zemi. Uspořádání a konstrukce sedadel, řízení, provedení podvozku a ostruhy poskytuje tytéž výhody jako tomu bylo u letadla E-39. Pozoruhodnost typu E-241 spočívala v typické konstrukci svislé ocasní plochy (SOP), provedené po vzoru konstruktérů Beneše a Hajna. Trup letounu E-241 před SOP byl poněkud zploštělý a vlastní SOP tvořila pouze směrovkou. Toto řešení se však použilo pouze u prvních, sériových strojů, další již měly klasické ocasní plochy.
Motor byl pro zmenšení čelního odporu pečlivě zakapotován aerodynamickým prstencovým krytem, v němž je ukryt i sběrač výfuku. Prstencem byl tvarově podobný krytu NACA (oproti NACA byl užší). V katalogu výrobce motoru Walter Pollux je tento letoun označen jako vojenské dvojmístné cvičné a akrobatické letadlo. Letoun nenesl - ani v době všeobecné mobilizace v roce 1938 - žádnou výzbroj.

## Použití

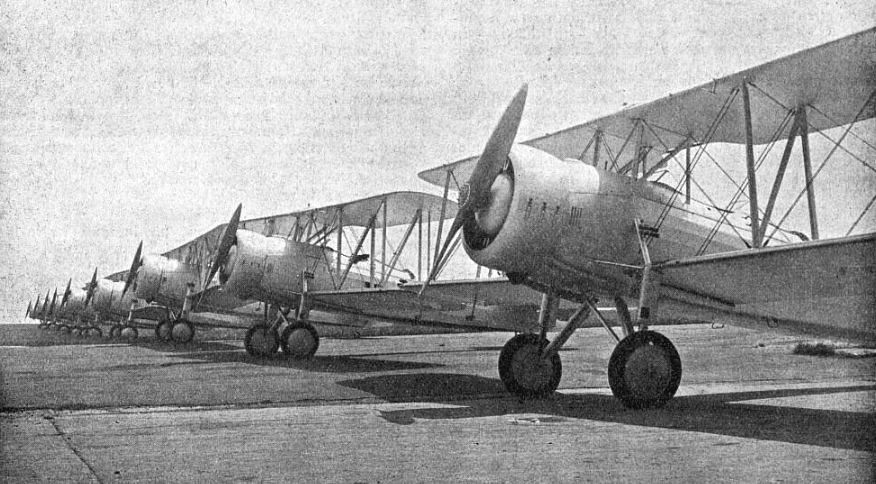
Praga E-241, série letadel používaných pro výcvik pilotů v akrobacii (Letectví, říjen 1937)

V československém letectvu byly stroje zařazeny ve cvičných letkách všech leteckých pluků a také ve Vojenském leteckém učilišti (VLU). Letouny byly uzpůsobeny i pro létání v noci. Letoun Praga E-241 byl rovněž určen pro výcvik akrobacie s instruktorem.
V listopadu 1938 mělo letectvo ve svém stavu 92 letounů E-241. U Leteckého pluku 1 (LP1) bylo 7 letounů, u LP2 15, u LP3 8, u LP4 a LP5 po jednom, u LP6 dva, ve VTLÚ dva a u VLU 25 kusů s tím , že 31 letadel bylo uskladněno. V případě války se s nimi počítalo pro spojovací a kurýrní nasazení.
Po rozpadu Česko-Slovenska v březnu 1939 byly letouny zabaveny Luftwaffe, která je používala v leteckých školách, ještě v roce 1940 bylo ve stavu Luftwaffe vedeno 62 E-241. Letouny zabavené Luftwaffe byly používány především v Pilotní letecké škole v Přerově, patřící pod německou vojenskou správu Olomouc. Letiště v Přerově (1937) bylo Luftwaffe využíváno od roku 1940. Od roku 1941 byla pilotní letecké škola Schule/FAR č.24 přejmenována na FFS A/B (Flugzeug-Fűhrer-Schule).
Na území Slovenska zůstalo 14 letounů verze E-241 a dalších 25 nakoupili od Němců, kteří je zabavili v Protektorátu. Poslední z nich byly převzaty v roce 1942. Byly zařazeny do výcvikové letky Slovenských vzdušných zbraní a účastnily se bojů proti Maďarsku a Sovětskému svazu.
Na Slovensku byly s tímto letounem zaznamenány dvě letecké nehody. V červnu 1939 po startu z letiště Piešťany vysadil E.241.9 motor a letoun asi 500 metrů od okraje letiště šel k zemi. Naštěstí to bylo z malé výšky a přistál sice těžkopádně ale do pšeničného pole. Vzrostlou pšenicí byl letoun tak intenzivně zbrzděn, že se převrátil "přes čumák na záda". Posádka zůstala nezraněna. Druhá nehoda tohoto cvičného letounu se stala 8. září 1942 na letišti Spišská Nová Ves. Pilot Alojz Mutňanský (12. letka, Slovenské vzdušné zbrane) po přistání a při rolování po travnaté ploše letiště sjel kolem do terénní prohlubně (jámy) a postavil stroj na vrtuli. Ani v tomto případě ke zraněné nedošlo.
Při přesunu létajícího sledu I. frontové garnitury 13. letky Slovenských vzdušných zbraní na východní frontu, který proběhl ve dnech od 27. října do 4. listopadu 1942, a to po trase Piešťany - Kamenica nad Cirochou - Lvov - Proskurov - Kirovograd - Záporoží - Rostov - Majkop. Z Piešťan směrem ke Kavkazu odletělo sedm stíhaček Bf 109E a jeden spojovací stroj Praga E-241.19, pilotovaný četařem Izidorem Kováříkem (na zadní sedačce seděl hlavní mechanik 13. letky rotmistr Robert Nerád). Přes problémy při přeletu přistála eskadra na cílovém letišti Majkop (na úpatí Kavkazu, asi 70 km jihovýchodně od Krasnodaru). Letoun E-241 v tomto operačním nasazení sloužil k zajišťování spojení mezi 13. letkou a velitelstvím Rychlé divize. Ta v té době postupovala od Rostova na Donu na Kavkaz. V důsledku sovětského protiútoku Rudé armády však byla Rychlá divize postupně stahována a v březnu 1943 skončila na Krymu.

## Uživatelé
- Československo
  - Československé letectvo
- Německá říše
  - Luftwaffe
- Slovensko
  - Slovenské vzdušné zbraně

## Specifikace
Údaje dle

### Technické údaje
- Typ: cvičný letoun, dvouplošník
- Posádka: 2 (pilot a instruktor)
- Délka: 8,30 m
- Rozpětí křídel: 11,15 m
- Výška: 3,05 m
- Nosná plocha: 28,56 m²
- Hmotnost prázdného letounu: 1 185 kg
- Vzletová hmotnost: 1 570 kg
- Pohonná jednotka: 1 ×  hvězdicový vzduchem chlazený devítiválcový motor Walter Pollux II/III
  - nominální, jmenovitý výkon: 265 kW / 360 k při 2070 ot/min
  - maximální,vzletový výkon: 353 kW / 480 k při 2250 ot/min
- Vrtule: dvoulistá, dřevěná

### Výkony
- Maximální rychlost: 230 km/h
- Cestovní rychlost: 190 km/h
- Minimální cestovní rychlost: 95 km/h
- Přistávací rychlost: 85 km/h
- Dostup: 5 700 m
- Stoupavost (čas výstupu na výšku): 11 min do 3 000 m
- Dolet: 750 km
- Vytrvalost: 4,7 h